# 間秀矩
間 秀矩（はざま ひでのり、文政5年1月18日〈1822年2月9日〉 - 明治9年〈1876年〉1月23日）は、幕末から明治時代にかけての国学者。
山半間半兵衛家五代当主で中津川宿の問屋役。島崎藤村の小説「夜明け前」の「蜂谷香蔵」のモデルとなった人物である。通称は半兵衛。

## 人物
文政5年（1822年）、美濃国で酒造業の山半十八屋を営む家庭に生まれ、22歳で家を継ぎ中津川宿の問屋と年寄役とを兼務する。安政4年（1857年）には本家（間杢右衛門家）8代当主の間喜矩から問屋（屋号・丸八星）を分家の秀矩に譲った。
安政6年（1859年）10月、姉・菊の夫（義兄）である馬島靖庵の紹介で平田門に入門する。

### 長州中津川会談
文久2年（1862年）に桂小五郎が中津川宿を訪ねる。理由は、江戸から宿にやって来る長州藩主・毛利敬親を待って、説得するためだった。その後、敬親が到着し桂小五郎・志道聞多・福原越後・世良孫槌らが3日間かけて敬親を説き伏せた結果、藩論は破約攘夷に変わり、長州藩は攘夷の道をひた走るようになった。この「長州中津川会談」を設定したのが秀矩と、同じく中津川宿の役人・市岡殷政だった。
この会談も、内容も関係者以外は秘密にしなければならなかった。だから、中津川宿を治めている尾張藩、さらには幕府に伝わることは、絶対にあってはならないことだった。
処分をおそれず、秘密を守って中津川会談を設定した殷政と秀矩は、この後長州藩士の攘夷派から信頼され、京都の秘密情報がそのネットワークから入って来るようになった。

### 晩年
文久3年2月23日（1863年4月10日）、市岡殷政夫妻が平田銕胤・延胤上京の知らせを聞き、秀矩は息子の亀吉や娘を連れて殷政と共に京都へ向かった。この前日に等持院事件が発生しており、関係者の逮捕・処刑がなされた。幸い、平田親子や秀矩などの門人たちは江戸に帰ることができた。